# خشم عنقار
خشم عنقار مركز إداري تابع لمحافظة سراة عبيدة الواقع في منطقة عسير في جنوب غرب المملكة العربية السعودية. عدد سكان خشم عنقار 3232 نسمة.

## الإدارات الحكومية بالمركز
١- وحدة مكافحة نواقل المرض
٢- ثانوية ومتوسطة ضرار بن الأزور وابتدائية ابن الجوزي (بنين) - وابتدائيه ومتوسطة البنات بخشم عنقار.
٣- مركز صحي.

## الإدارات الحكومية التبعية للمركز
يتم تغطية المنطقة من قبل مركز شرطة الفرشة - الدفاع المدني بالفرشة - بلدية الفرشة -فرع الطرق والنقل بالفرشة - مكتب تعليم الفرشة - مستشفى الفرشة - بريد الفرشة - الضمان الاجتماعي بالفرشة - مكتب الدعوة والإرشاد بالفرشة - هيئة الامر بالمعروف والنهي عن المنكر بالفرشة.

## انظر ايضاً
- أبها

## وصلات خارجية
- سراة عبيدة.. آثارها شاهدة على عمق حضارتها.